# Finn Storgaard
Finn Storgaard, född 26 september 1943 i Köpenhamn, är en dansk skådespelare. Storgaard har bland annat medverkat i de danska TV-serierna Huset på Christianshavn och Matador.

## Filmografi i urval
- 1969 – Midt i en jazztid
- 1970–1977 – Huset på Christianshavn (TV-serie)
- 1971 – Ballade på Christianshavn
- 1975 – Olsen-banden på sporet
- 1979-1982 – Matador (TV-serie)
- 1980 - En by i provinsen (miniserie)
- 1989 - En afgrund af frihed
- 1997 – Taxa (TV-serie)
- 1997-1998 - Strisser på Samsø (TV-serie)
- 2003 - Nikolaj och Julie (TV-serie)
- 2005 - Nordkraft
- 2005 - H.C. Andersen - historien om en digter (TV-film)
- 2005 - Flugorna på väggen
- 2006 - Krönikan (TV-serie)